# Travelogue
Travelogue é um termo inglês originalmente aplicável a qualquer narrativa, geralmente ilustrada, acerca de experiências de viagens. O vocábulo foi criado em 1903, pelo viajante, fotógrafo e cineasta americano Burton Holmes (1870-1958), como um hibridismo do inglês travel, 'viagem', com o pospositivo grego λόγος,  transl. logos, 'relato'.
É usado geralmente para filmes de viagens, anteriores aos documentários. Eram filmes invariavelmente centrados na figura do viajante-explorador-realizador, ilustrando visualmente um relato em primeira pessoa. Era da tradição desses filmes organizar sequências segundo o fio cronológico do roteiro fisicamente percorrido. A palavra travelogue também se aplica à literatura de viagem ou a relatos orais sobre experiências e lugares visitados pelo viajante.
"a talk on travel experiences, typically illustrated," 1903, a hybrid word coined by U.S. traveler Burton Holmes from travel + Greek-derived -logue, abstracted from monologue.